# 得克萨斯大学埃尔帕索分校
德克萨斯大学埃尔帕索分校是位于美国德克萨斯州埃尔帕索市的一所公立研究型大学。该校成立于1913年，前身为德克萨斯州立矿业冶金学院，是德克萨斯大学系统中历史第三悠久的学术机构。该校卡内基高等教育机构分类中被评为R1博士类大学。它是美国本土（不含波多黎各）规模最大、历史最悠久的R1类西班牙裔大学。

## 校园
校园坐落在俯瞰格兰德河的山坡上，隔着美墨边境，可以眺望华雷斯城。校园内有一座太阳碗体育场，每年冬季都会举办一年一度的大学橄榄球比赛——太阳碗。校园内多座建筑采用了典型的不丹和西藏风格的宗堡建筑风格。